# 利佩茨克

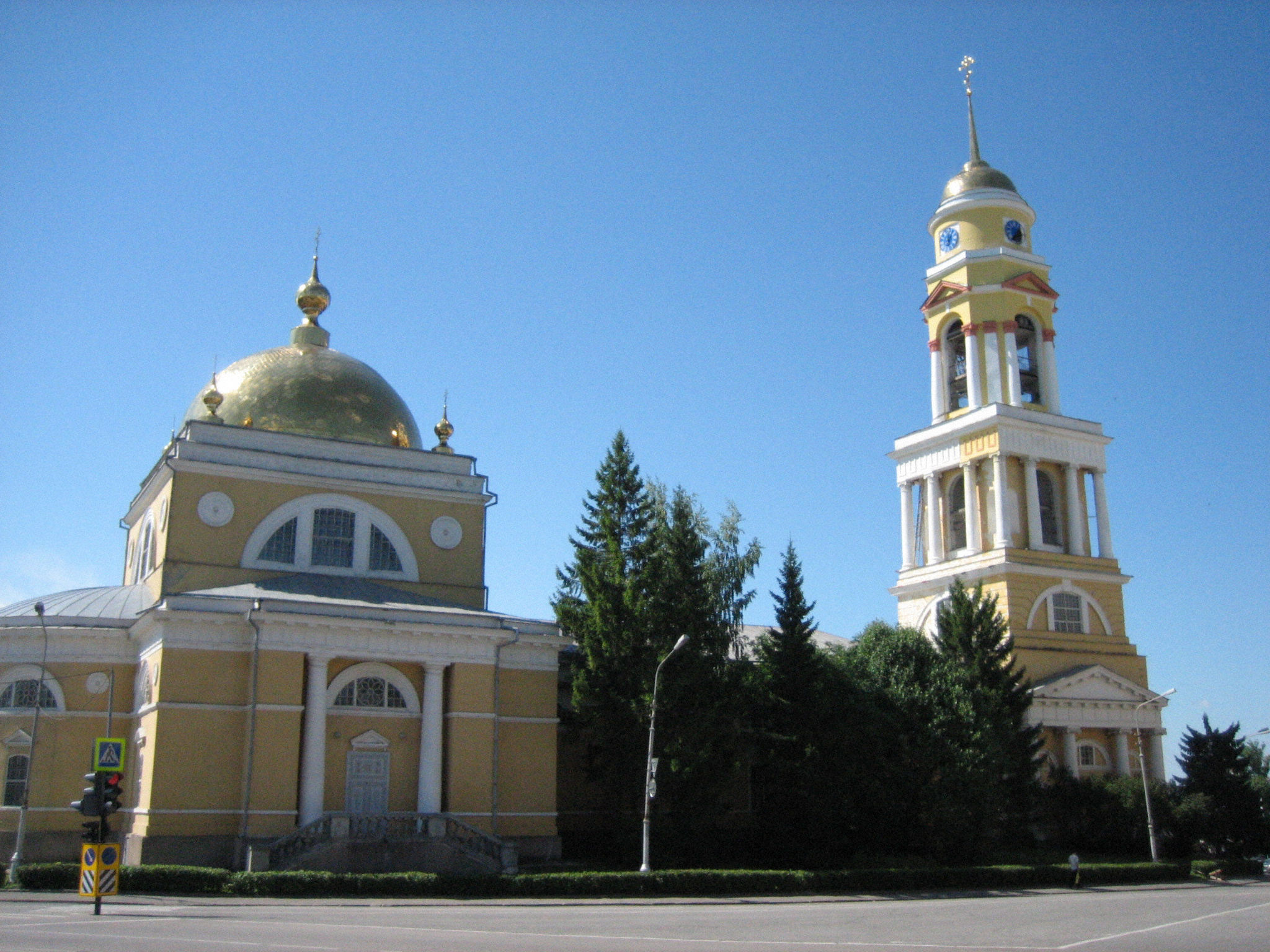
具新古典風格的聖誕大教堂 （1804年）

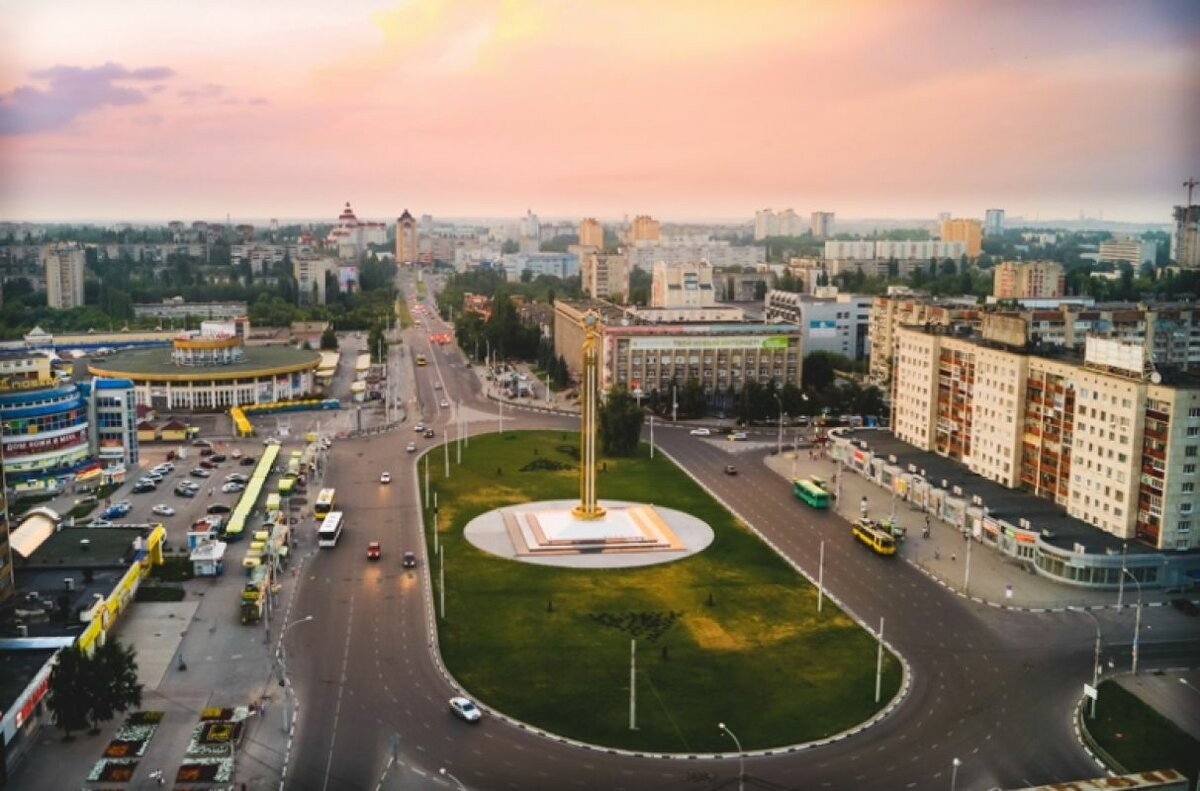

利佩茨克（羅馬化：Lipetsk）是俄羅斯利佩茨克州的首府，位於沃羅涅日河畔，距離首都莫斯科508公里。2024年人口490,000人。
地名“利佩茨克”最早見於13世紀的文獻中，意为“椴樹”，與萊比錫和利耶帕亞同源。
1284年被蒙古人所毀。1702年彼得大帝下令建立鑄鐵工場。1879年土地與自由黨在這裡召開會議。1922年，拉帕洛条约签订后，苏联与德国魏玛共和国合作，在利佩茨克设立利佩茨克战斗机飞行员学校。其位于俄罗斯西南部，距俄罗斯首都莫斯科536公里，跨顿河左支流沃罗涅日河两岸。人口490,000（2024）。